# سیتاس
سیتاس (ترکی آذربایجانی: Seytas) یک منطقهٔ مسکونی در جمهوری آرتساخ است که در استان کاشاتاق واقع شده‌است.